# Norfolkpatrijsduif
De norfolkpatrijsduif (Pampusana norfolkensis) is een uitgestorven vogel uit de familie van de duiven van het geslacht Pampusana (eerder: Gallicolumba).

## Uitgestorven soort met dubieuze taxonomische status
Deze soort was endemisch op het eiland Norfolk (Australië). De soort stierf uit aan het eind van de 18de eeuw door jacht en door ingevoerde roofdieren als katten en honden toen Europeanen zich op het eiland vestigden.
Er zijn geen specimens van deze soort duif bewaard gebleven. Het merendeel van de ondubbelzinnige informatie over deze patrijsduif komt van een afbeelding gemaakt door John Hunter in het boek Collection of 100 original watercolours of Birds, Flowers, Fishes and Natives done during 1788–1790 in New South Wales.
Eerder werd de wetenschappelijke naam  Columba norfolciensis Latham, 1801 voor deze soort gebruikt. Deze naam werd echter ook gebruikt voor de smaragdduif en de witkopduif. Verder is niet zeker of de beschrijving van Latham overeenkomt met de illustratie van John Hunter. In 2010 schafte de International Commission on Zoological Nomenclature de naam Columba norfolciensis af.
In zijn boek over de duiven van Australië introduceerde Joseph Forshaw een nieuwe wetenschappelijke beschrijving met de naam Alopecoenas norfolkensis. Op de IOC World Bird List versie 7.3 wordt deze beschrijving als geldig beschouwd.
 In versie 9.2 is de naam veranderd tot  Pampusana norfolkensis. 